# Gottfried Reinhold Treviranus
Pour les articles homonymes, voir Treviranus.
Gottfried Reinhold Treviranus est un naturaliste brêmois, né le 4 février 1776 à Brême et mort le 16 février 1837 dans cette même ville.

## Biographie
Il est le fils de Joachim Johann Treviranus, son frère est le naturaliste Ludolph Christian Treviranus (1779-1864). Il étudie les mathématiques et la médecine à Göttingen de 1793 à 1796, année de l’obtention de son doctorat. Il est professeur de médecine et de mathématique au Lyceum de Brême en 1797. Il est, en parallèle, médecin de ville.
Il est notamment l’auteur de :
- Biologie oder die Philosophie der lebenden Natur (six volumes, 1802-1822) ;
- Die Erscheinungen und Gesetze des organischen Lebens (deux volumes, 1831-1832), ainsi que de nombreux articles.

Treviranus joue un grand rôle dans l’émergence de l’histologie moderne et promeut l’usage du microscope en biologie. Il participe à la constitution de la biologie comme discipline à part entière.